# Воробець Марта Михайлівна
Марта Михайлівна Воробець (нар. 15 жовтня 1919, тепер Рогатинського району Івано-Франківської області — ?) — українська радянська діячка, новатор сільськогосподарського виробництва, ланкова колгоспу імені Маяковського Рогатинського району Івано-Франківської області. Депутат Верховної Ради УРСР 6—8-го скликань.

## Біографія
Народилася в бідній селянській родині. Трудову діяльність розпочала наймичкою.
З кінця 1940-х років — ланкова колгоспу імені Івана Франка (потім — імені Маяковського) села Бабинці Рогатинського району Станіславської (Івано-Франківської) області. Вирощувала високі врожаї цукрових та кормових буряків. У 1966 році зібрала по 495 центнерів цукрових буряків із кожного гектара.
Член КПРС. Обиралася делегатом ІІІ-го Всесоюзного з'їзду колгоспників.
Потім — на пенсії у місті Рогатині Івано-Франківської області.

## Нагороди
- орден Трудового Червоного Прапора
- медалі